# Obsjtina Makresj
Obsjtina Makresj (bulgariska: Община Макреш) är en kommun i Bulgarien.   Den ligger i regionen Vidin, i den nordvästra delen av landet, 130 km nordväst om huvudstaden Sofia. Antalet invånare är 472. Arean är 39 kvadratkilometer.
Terrängen i Obsjtina Makresj är platt.
Obsjtina Makresj delas in i:
- Kireevo
- Podgore
- Rakovitsa

Följande samhällen finns i Obsjtina Makresj:
- Makresj

Omgivningarna runt Obsjtina Makresj är en mosaik av jordbruksmark och naturlig växtlighet. Runt Obsjtina Makresj är det glesbefolkat, med 19 invånare per kvadratkilometer.